# Samuel Francis
Samuel Adelebari Francis (arabisch سامويل أديل باري فرانسيس, * 27. März 1987 in Port Harcourt) ist ein ehemaliger katarischer Sprinter nigerianischer Herkunft, der seit 2007 für Katar startberechtigt ist. Er war Inhaber des Asienrekordes über 100 Meter und siegte 2007 über diese Distanz bei den Asienmeisterschaften und wurde zudem mehrfacher asiatischer Hallenmeister über 60 Meter.

## Sportliche Laufbahn
Erste Erfahrungen bei internationalen Meisterschaften sammelte Samuel Francis im Jahr 2007, als er bei den Asienmeisterschaften in Amman auf Anhieb in 9,99 s die Goldmedaille im 100-Meter-Lauf gewann und damit einen Asienrekord aufstellte. Zudem gewann er mit der katarischen 4-mal-100-Meter-Staffel in 39,64 s gemeinsam mit Saad al-Shahwani, Areef Ibrahim Badar und Ibrahim Abdulla al-Waleed die Silbermedaille hinter dem Team aus Thailand. Anschließend startete er über 100 m bei den Weltmeisterschaften in Osaka, konnte dort aber seinen Vorlauf nicht beenden. Daraufhin siegte er in 10,10 s bei den Militärweltspielen in Hyderabad und schied im 200-Meter-Lauf mit 20,91 s im Halbfinale aus. Kurz darauf startete er im 60-Meter-Lauf bei den Hallenasienspielen in Macau und siegte dort in 6,54 s. Im Jahr darauf siegte er in 6,62 s bei den Hallenasienmeisterschaften in Doha über 60 m und stellte damit einen neuen Meisterschaftsrekord auf. Im Sommer gelangte er bei den Olympischen Spielen in Peking ursprünglich bis ins Halbfinale über 100 m und sollte auch über 200 m an den Start gehen. Eine nachträgliche Blutanalyse aus dem Jahr 2016 zeigte bei Francis Spuren des anabolen Steroids Stanozolol und er wurde daraufhin disqualifiziert. Weiters wurden alle seine Resultate zwischen den Spielen 2008 und Juni 2010 annulliert, darunter der Hallenasienmeistertitel 2010.
Regulär gewertet wurden seine Resultate ab den Asienspielen 2010 in Guangzhou, bei denen er über 100 m das Finale erreichte, dort aber auf einen Start verzichtete. Zudem scheiterte er dort über 200 m in der ersten Runde. Im Jahr darauf gelangte er bei den Asienmeisterschaften in Kōbe bis ins Semifinale über 100 m, in dem er erneut nicht an den Start ging. 2013 siegte er in 10,31 s über 100 m bei den Arabischen Meisterschaften in Doha und anschließend sicherte er sich bei den Asienmeisterschaften in Pune in 10,27 s die Silbermedaille hinter dem Chinesen Su Bingtian. Über 200 m kam er mit 21,02 s nicht über den Vorlauf hinaus. Daraufhin erreichte er bei den Weltmeisterschaften in Moskau das Halbfinale über 100 m und verzichtete dort auf einen Start. Kurz darauf gewann er bei den Spielen der Frankophonie in Nizza in 10,53 s die Bronzemedaille hinter dem Franzosen Emmanuel Biron und Dontae Richards-Kwok aus Kanada. Im Jahr darauf siegte er in 6,61 s erneut bei den Hallenasienmeisterschaften in Hangzhou über 60 m und schied anschließend bei den Leichtathletik-Hallenweltmeisterschaften in Sopot mit 6,69 s in der ersten Runde aus. Ende September gelangte er bei den Asienspielen in Incheon bis ins Finale und wurde dort in 10,41 s Achter. 2015 gewann er bei den Arabischen Meisterschaften in Manama in 39,87 s die Silbermedaille im Staffelbewerb hinter dem Team aus Kuwait und anschließend klassierte er sich bei den Asienmeisterschaften in Wuhan mit 10,31 s auf dem achten Platz über 100 m und schied im 200-Meter-Lauf mit 21,10 s im Halbfinale aus. Daraufhin erreichte er bei den Militärweltspielen im südkoreanischen Mungyeong nach 10,33 s Rang sechs über 100 m und schied über 200 m mit 21,35 s im Semifinale aus. 2016 gelangte er dann bei den Hallenasienmeisterschaften in Doha bis ins Halbfinale im 60-Meter-Lauf und wurde dort disqualifiziert. Nach Bekanntwerden seines positiven Dopingtests aus dem Jahr 2008 wurde er nachträglich gesperrt und beendete damit seine aktive sportliche Karriere im Alter von 29 Jahren.

## Persönliche Bestzeiten
- 100 Meter: 9,99 s (+0,9 m/s), 26. Juli 2007 in Amman
  - 60 Meter (Halle): 6,54 s, 30. Oktober 2007 in Macau
- 200 Meter: 20,61 s (+1,6 m/s), 30. Juni 2008 in Sofia